# 梁家齊
梁家齊，OBE，SBS，JP，香港商人，鷹達證券集團和鷹達期貨有限公司交易商董事，投資顧問，在香港證券及衍生工具方面有20年工作經驗。曾任港府經濟機遇委員會委員。
梁家齊是香港證券學會的資深成員，曾任香港交易所董事，前香港期貨交易所主席。2011年獲薦為美國期貨業協會的期貨殿堂人物。
梁家齊畢業於威斯康辛大學麥迪遜分校，獲頒經濟學士學位；之後在斯里蘭卡凱拉尼亞大學獲頒佛學研究碩士學位。曾出任香港城市大學經濟及金融學系諮詢委員會主席，以及在香港浸會大學財務學系擔任諮詢委員會委員。他亦是香港證券專業學會的專業教育委員會委員。

## 外部參考
- 中証公司周年慶

1. ↑  .   [2022-06-08]. （原始内容存档于2022-06-08）.